# Baumhopfe
Die Baumhopfe oder Baum- und Sichelhopfe (Phoeniculidae) sind eine Familie aus der Ordnung der Bucerotiformes. Sie umfasst die zwei Gattungen von Standvögeln des tropischen Afrikas südlich der Sahara, die Baumhopfe und die Sichelhopfe.

## Merkmale
Baumhopfe werden zwischen 24 und 40 cm lang. Mehr als die Hälfte der Länge nehmen allerdings der lange, abwärts gebogene Schnabel und der lange Schwanz ein. Im Gegensatz zu den Wiedehopfen besitzen sie ein metallisch glänzendes Gefieder, oft schwarz, blau, grün oder violett, und es fehlt ihnen die aufrichtbare Haube. Auf den Flügeln und auf dem Schwanz finden sich weiße Flecken. Baumhopfe haben kurze Beine, ihre Füße tragen Krallen, die viel länger sind als die der Wiedehopfe. Die Geschlechter unterscheiden sich kaum.

## Lebensweise
Die Baum- und Sichelhopfe sind Vögel der afrikanischen Savanne und grundsätzlich Baumbewohner, die den Erdboden meiden. Sie sind geselliger als der Wiedehopf und häufig in kleinen Trupps zu sehen. Auf der Futtersuche bewegen sie sich, ähnlich wie die europäischen Baumläufer ruckartig an Stämmen und Ästen aufwärts und lassen sich dann wieder nach unten fallen oder fliegen zum nächsten Baum. Beim Klettern stützen sie sich auf ihren Schwanz, dessen Federn gestuft, aber nicht versteift sind, wie bei den Spechten. Wie Meisen suchen sie auch mit dem Rücken nach unten hängend dünne Zweigenden ab. Sie fressen vor allem Insekten und deren Larven und Eier, seltener Knospen und Samen.
Sie sind Höhlenbrüter und legen zwei bis fünf grünliche oder bläuliche Eier, die 16 bis 18 Tage allein vom Weibchen bebrütet werden. Die Jungvögel verlassen das Nest nach 27 bis 30 Tagen. Während der Brutzeit bildet die Bürzeldrüse der Baumhopfe eine moschusartig riechende Flüssigkeit. Der Geruch entströmt auch den Nestern.

## Systematik

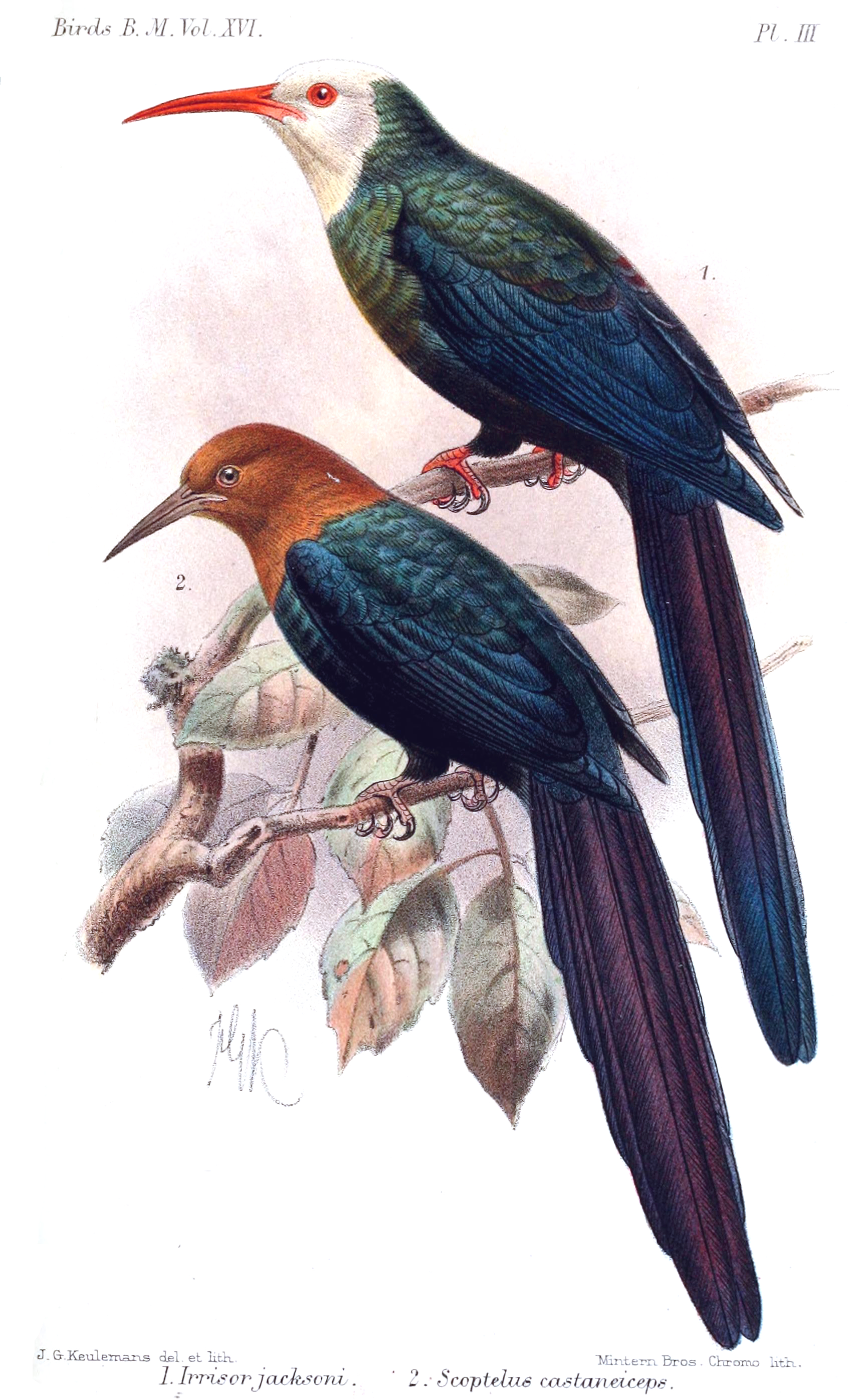
Weißmaskenhopf (P. bollei) und Waldhopf (P. castaneiceps)

Die Familie ist mit den Wiedehopfen und entfernter mit den Nashornvögeln und Hornraben verwandt. Mit den Wiedehopfen haben die Baumhopfe den langen, gekrümmten Schnabel, mit dem sie nach Insekten stochern, und die kurzen, abgerundeten Flügel gemein.

## Gattungen und Arten
- Baumhopfe (Phoeniculus Jarocki, 1821)
  - Weißmaskenhopf (Phoeniculus bollei)
  - Waldhopf (Phoeniculus castaneiceps)
  - Damarabaumhopf (Phoeniculus damarensis)
  - Grantbaumhopf (Phoeniculus granti)
  - Baumhopf (Phoeniculus purpureus)
  - Schwarzschnabel-Baumhopf (Phoeniculus somaliensis)
- Sichelhopfe (Rhinopomastus Jardine, 1828)
  - Violettsichelhopf (Rhinopomastus aterrimus)
  - Sichelhopf (Rhinopomastus cyanomelas)
  - Goldschnabelhopf (Rhinopomastus minor)